# جيليان نوريس
جيليان نوريس (بالإنجليزية: Gillian Norris)‏ هي راقصة أيرلندية، ولدت في 29 ديسمبر 1978 في Kilmacthomas ‏ في جمهورية أيرلندا.

## وصلات خارجية
- جيليان نوريس على موقع IMDb (الإنجليزية)
- جيليان نوريس على موقع ديسكوغز (الإنجليزية)
- جيليان نوريس على موقع قاعدة بيانات الفيلم (الإنجليزية)
- جيليان نوريس على موقع كينوبويسك (الروسية)